# Août 1944 (guerre mondiale)
Chronologie de la Seconde Guerre mondiale
Juillet 1944 - Août 1944 -  Septembre 1944
- 1er août : 
  - Le soulèvement de Varsovie débute.
  - Percée de la 3e armée Américaine, commandée par le général George Patton, au sud d'Avranches.
  - Les Alliés sont bloqués aux portes de Rennes, par des batteries anti-aériennes, au lieu-dit Maison-Blanche, sur la commune de Saint-Grégoire.

- 2 août :
  - La bataille pour libérer Vire débute.
  - La Turquie rompt ses relations avec le Reich.

- 3 août :
  - George Patton entre dans Dinan.
  - Opération Dunhill par les SAS Britanniques en soutien de la percée d'Avranches.

- 4 août : 
  - Les troupes britanniques commencent à entrer dans Florence.
  - Les Alliés entrent à Rennes. La ville est libérée par la 4e division blindée et la 8e division d'infanterie de la 3e armée de Patton.
  - Dol-de-Bretagne est libérée par le 330e régiment de la 83e division d'infanterie américaine "Thunderbolt".
  - Le maréchal Carl Gustaf Emil Mannerheim est proclamé chef de l'État finlandais.
  - 1er des 14 raids de l'opération Aphrodite, opération expérimentale par l'United States Army Air Forces contre les équipements de production et de lancement des V-1 allemands.
  - Anne Frank, sa famille et quelques-uns de leurs amis qui se cachaient dans les bureaux du père d'Anne à Amsterdam depuis juillet 1942 pour échapper aux nazis, sont dénoncés et arrêtés. Otto Frank, le père d'Anne, sera le seul survivant.
- 5 août :
  - La résistance polonaise est maîtresse de Varsovie.
  - 4e bombardement du dépôt de V1 de Saint-Leu-d'Esserent par 469 Handley Page Halifax, 272 Avro Lancaster et 16 De Havilland DH.98 Mosquito (opération Crossbow).

- 7 août : 
  - Début de la contre-attaque de Mortain en Normandie, enrayée le 12 par les Américains.
  - George Patton entre à Vannes.

- 8 août : 
  - En Normandie, début de l'opération Totalize qui se termine le 13 août. Les forces armées canadiennes, britanniques et polonaises attaquent le front allemand le long de la route de Caen à Falaise.
  - La résistance libère la ville de Quimper.
  - Mort de Michael Wittmann en Normandie, l'un des plus redoutables chefs de chars allemands.

- 9 août :
  - George Patton est au Mans.

- 10 août : 
  - Fin de la résistance japonaise sur l'île de Guam.
  - La 5e division d'infanterie et 7e division blindée libèrent Chartres.
  - Grève insurrectionnelle des cheminots français.

- 11 août :
  - Patton est à Argentan et Châteaudun.
  - Entrevue entre Churchill et Tito en Italie.
  - Départ de l'avant-dernier convoi[1] de déportation des Juifs de France, de Lyon vers Auschwitz : 1200 déportés, 157 survivants en 1945.

- 12 août :
  - Un ultimatum somme les autorités bulgares de rompre leurs relations avec l'Allemagne.
  - Leclerc libère Alençon, première ville de France libérée par des Français.
  - le chef de parti collaborationniste Marcel Bucard quitte la France pour le Reich, accompagné de militants du parti franciste qu'il dirige.
  - Installation par les Alliés de la première canalisation PLUTO entre l'Angleterre et la Normandie pour acheminer du carburant.

- 13 août :
  - Lublin est la capitale provisoire de la Pologne.
  - En Normandie, fin de l'opération Totalize commencée le 8 août.

- 14 août :
  - Libération de Saint-Malo.

- 15 août : 
  - Débarquement franco-américain en Provence (opération Anvil Dragoon).
  - Opération Dove en support du débarquement de Provence avec l'atterrissage de plus de 300 planeurs dans le Var.
  - Libération de Brive-la-Gaillarde, première ville française libérée de l'occupation nazie grâce à sa propre résistance[réf. nécessaire]

- 16 août :
  - Les Alliés entrent dans Pise (Italie).
  - Libération de Draguignan, à la suite du débarquement en Provence.
  - Lancement de l'opération Doppelkopf, contre-attaque allemande dans les Pays Baltes.
  - Libération d'Orléans et de la rive droite de Blois.
  - Lors de la libération de Chartres, Robert Capa prend son célèbre cliché de La Tondue de Chartres[2].

- 17 août :
  - Patton est à Dreux.
  - Hitler remplace Von Kluge par Model comme commandant sur le front de l'Ouest.
  - Départ du dernier convoi[3] de déportation des Juifs de France, du camp de Drancy vers Buchenwald : 51 déportés, 35 survivants en 1945.
  - Doriot et des responsables du PPF quittent Paris vers l'est[4].

- 18 août :
  - Suicide de Günther von Kluge près de Verdun.
  - Sur "invitation" des Allemands,  Pierre Laval quitte Paris pour Belfort. Il décide alors de cesser toutes ses fonctions gouvernementales.  Pétain refuse d'opérer un tel repli.

- 19 août : 
  - À l'approche des troupes américaines, des combats éclatent dans Paris. Le général de Gaulle, que l'on reconnaît d'ores et déjà comme le chef des Français, envoie la 2e division blindée du général Leclerc appuyer l'insurrection parisienne pour la libération de Paris (19-25 août).
  - Florence est totalement libérée.
  - Les troupes de Patton franchissent la Seine à Mantes-la-Jolie.
  - Les Allemands évacuent Port-Vendres dans les Pyrénées-Orientales après avoir détruit le port.
  - Ignorant que la garnison de Tulle s’est rendue, la colonne Jesser se dirige sur la ville. Apprenant la reddition de la garnison allemande, Jesser menace de brûler Tulle. Un ordre de repli immédiat vers l’est, signé Adolf Hitler, est parachuté par un avion.

- 20 août :
  - Pétain est transféré contre son gré par les Allemands de Vichy vers Belfort.
  - Massacre du fort de Côte-Lorette : cent-vingt prisonniers de la prison Montluc sont assassinés par les Allemands, assistés par la Milice, au fort de Saint-Genis-Laval près de Lyon.
  - Rétablissement des communications terrestres entre le Reich et la Courlande, encore occupée par les Allemands.

- 21 août :
  - Fermeture par les Alliés de la poche de Falaise en Normandie
  - Encerclement de Toulon par les troupes françaises.
  - Rétablissement de la liaison terrestre entre le Reich et les régions baltes encore occupées par les Allemands.

- 23 août : 
  - Reddition de la Roumanie.
  - Premier des entretiens de Steinort, en Prusse-orientale,  entre Ribbentrop et de de Brinon en vue de constituer un gouvernement français en exil, successeur du gouvernement de Vichy[5].

- 24 août :
  - L'avant-garde de la 2e DB de Leclerc entre à Paris.
  - La Roumanie rompt ses relations avec l'Allemagne.

- 25 août :
  - Massacre de 27 civils à Chatou, en banlieue parisienne.
  - L'armée soviétique entre dans le territoire du Grand Reich.
  - Paris est libéré.
  - Guéret est libérée définitivement par les maquisards Creusois commandés par le commandant François (Albert Fossey-François).
  - Les Soviétiques en Moldavie.
  - La Bulgarie rompt ses relations avec l'Allemagne.
  - La Finlande demande un armistice dans sa guerre avec l'URSS.
  - Massacre de Maillé en Indre-et-Loire
  - Pierre Laval décline une invitation d'Hitler à le rencontrer dans son QG de Prusse-Orientale[6].

- 26 août :

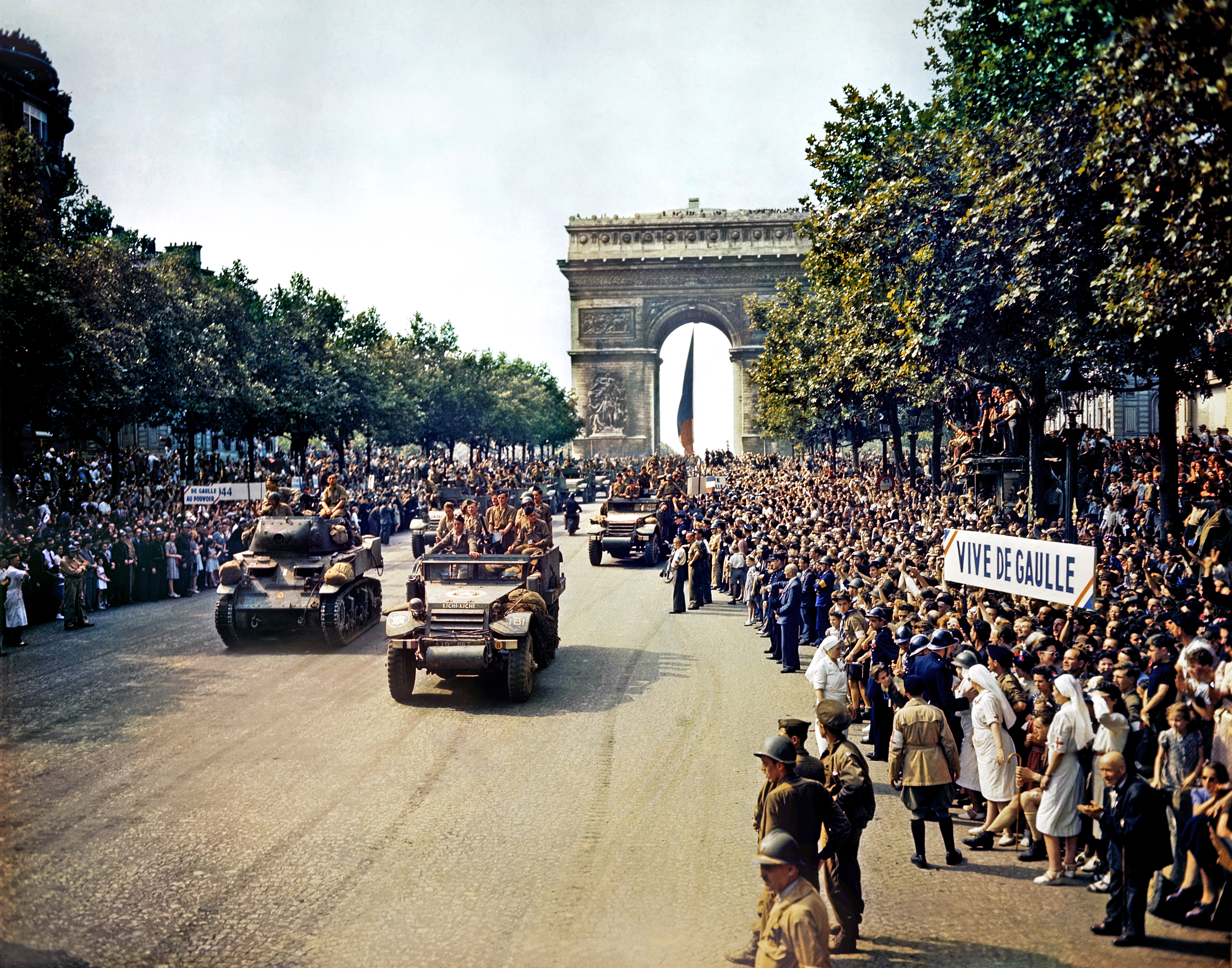
26 août 1944 : libération de Paris.

  - De Gaulle à Paris. Le général de Gaulle défile triomphalement sur les Champs-Élysées.
  - Prise de Toulon par le général français de Lattre.

- 27 août :
  - Les Soviétiques en Valachie.
  - À Moscou, les autorités de l'Armée rouge organisent un défilé des vaincus : 200 000 prisonniers faits pendant l'offensive en Biélorussie défilent sur la place du Kremlin.  Source.

- 28 août

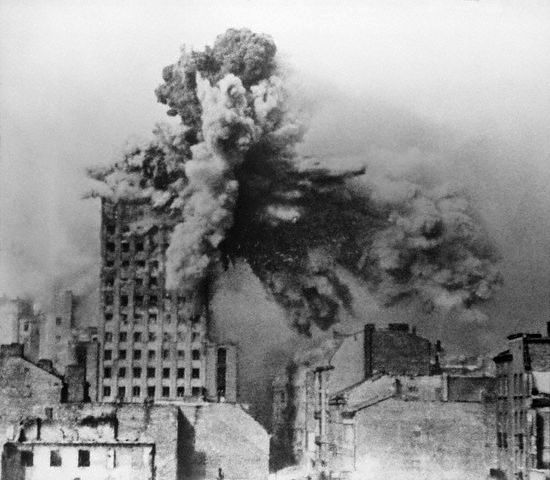
Un obus de deux tonnes tiré par un Mörser Karl tombe sur un immeuble lors du soulèvement de Varsovie, le 28 août 1944.

  - Poursuite des consultations de Steinort. Ribbentrop en présence d'Abetz reçoit de Brinon et Darnand puis plus tard Déat et Marion, ce dernier représentant Laval[7].

- 29 août :
  - massacre de la vallée de la Saulx dans la Meuse.
  - Patton atteint l'Aisne.
  - Libération de Nîmes, Béziers et Narbonne.
  - Début de l'opération Spencer, pour gêner le repli des troupes allemandes du sud-ouest vers le nord-est de la France. Elle se termine le 15 septembre.

- 29 août
  - Rencontre à Steinort entre Ribbentrop et Doriot[8], en présence d'Abetz et de Josef Bürckel.
  - Les unités soviétiques reçoivent l'ordre de cesser les opérations offensives entre la Mer Baltique et les Carpathes.

- 30 août :
  - de Lattre à Arles et Avignon.
  - Second entretien entre Ribbentrop et Doriot.

- 31 août :
  - Les Soviétiques entrent dans Bucarest (Roumanie).
  - Réunion à Steinort en Prusse-Orientale entre les Allemands Ribbentrop et Abetz et les Français de Brinon, Déat, Darnand et Marion pour la constitution d'un gouvernement français[9]